# Tarzan und das blaue Tal
Tarzan und das blaue Tal (Originaltitel: Tarzan’s Magic Fountain) ist ein US-amerikanischer Abenteuerfilm von Lee Sholem aus dem Jahr 1949. Grundlage für das Drehbuch waren die Tarzan-Romane von Edgar Rice Burroughs. Uraufgeführt wurde der Film am 5. Februar 1949. In Deutschland wurde der Film erstmals am 22. August 1952 in den Kinos gezeigt.

## Handlung
Die Schimpansin Cheetah bringt eine Zigarettenbox mit der Aufschrift „Gloria“ und der Jahreszahl 1928 zu Tarzan und Jane. Mit ihrem Schimpansenfreund sucht sie danach wieder die Fundstelle auf. Es ist ein Flugzeugwrack, bei dem Menschenknochen liegen. Als Cheetah wieder heimkehrt, hat sie diesmal ein Tagebuch dabei. Die neugierige Jane findet heraus, dass das Buch von der Flugpionierin Gloria James geschrieben wurde, die seit ihrer Weltumrundung vor 20 Jahren vermisst wird. Jane bittet Tarzan, das Buch nach England zu schicken, doch Tarzan weigert sich, was Jane sehr überrascht. Als sie schläft, geht Tarzan mit dem Buch zur Anlegestelle am Fluss und zeigt es dem Händler Trask und dem Piloten Dodd. Die beiden teilen Tarzan mit, dass ein Engländer namens Douglas Jessup nach Gloria sucht, weil sie die einzige Person sei, die einen Mord aufklären könne, für den er selber 20 Jahre lang im Gefängnis saß.
Tarzan ist verstört und sucht ein verstecktes Bergdorf auf. Er ist der einzige Mensch, der von dem Dorf weiß. Dem Anführer des dort lebenden Stammes erzählt er von Jessup. Tarzan weiß auch, dass Gloria in dem Dorf lebt und fragt, ob sie zurück nach England wolle. Der Stammesführer willigt ein, Tarzan verlässt mit Gloria das Dorf. Einige der Bewohner argwöhnen, dass nun ihre Ruhe vorbei sei. Tarzan kommt mit Gloria zum Baumhaus. Jane ist von der jugendlichen Ausstrahlung Glorias fasziniert. Als Dodd und Trask die Fliegerin erblicken, erinnern sie sich an eine Legende über eine versteckte Stadt, in der es einen Jungbrunnen geben soll. Obwohl Trask nicht an die Legende glaubt, heuert er den zwielichtigen Vredak an, nach der Stadt zu suchen. Vredak zieht mit einer Gruppe Männer in die Berge. Als er in dem Tal ankommt, wird er von einem Flammenpfeil getroffen. Nachdem Vredaks Männer geflohen sind, fordert Pasco, der Anführer der argwöhnischen Bewohner, Tarzans Tod.
Nach einiger Zeit erhalten Tarzan und Jane einen Brief Glorias. Sie hat Jessup geheiratet und will mit ihm nach Afrika zurückkehren. Dodd erfährt von der Neuigkeit und plant zusammen mit Trask, Tarzan und Gloria zu der versteckten Stadt zu folgen. Kurz bevor Gloria und Jessup ankommen, wird auf Tarzan ein Mordanschlag verübt. Jane ist erschrocken, dass Gloria nun doch ihrem Alter entsprechend aussieht. Jane schlägt vor, dass Gloria und ihr Mann zum Jungbrunnen in die versteckte Stadt geführt werden sollen. Tarzan weigert sich, doch Jane bietet sich statt seiner als Führerin an. Trask und Dodd wollen die Gruppe auf einem Teil des Weges begleiten, um angeblich ein Ersatzteil für Dodds Flugzeug zu besorgen.
Unbemerkt folgt Tarzan der Gruppe. Als die Gruppe in einer Schlucht von Hochwasser überrascht wird, muss Tarzan eingreifen. Tarzan fordert Jane und ihre Gruppe auf zurückzukehren. Dann schleicht er mit Gloria und Jessup weg. Trask erpresst Jane, ihn und Dodd zum Tal zu führen, andernfalls würde er Cheetah umbringen. Derweil führt Tarzan Gloria und Jessup vor den Stammesführer, der die beiden Frischvermählten einlädt, einen Schluck aus dem Jungbrunnen zu nehmen. Tarzan, im Begriff das Tal zu verlassen, wird von Pascos Männern gefangen genommen. Ihm sollen die Augen ausgebrannt werden, damit er die Lage der Stadt nicht verraten kann. Tarzan kann entfliehen und trifft auf Jane, Trask und Dodd, die gerade den Eingang zum Tal erreichen. Pasco lässt die Gruppe angreifen, Trask und Dodd werden getötet. Cheetah löst einen Erdrutsch aus, der es Tarzan und Jane ermöglicht, den Brandpfeilen zu entkommen. Zurückgekehrt trinkt Cheetah aus einem gestohlenen Fläschchen und verwandelt sich schnell in ein Schimpansenbaby.

## Hintergrund
Lex Barker stellte 1949 in diesem Film erstmals Tarzan dar, womit er Nachfolger des beliebten Johnny Weissmüllers wurde. In den Folgejahren bis 1953 war Barker in vier weiteren Tarzanverfilmungen der Titeldarsteller. Später in Europa durch verschiedene Karl-May-Verfilmungen sehr beliebt, war Barker damit der zehnte offizielle Darsteller des berühmten Dschungelhelden. Brenda Joyce spielt zum fünften und letzten Mal Tarzans Gefährtin Jane. Damit ist sie neben Karla Schramm die einzige Schauspielerin, die Jane an der Seite von zwei verschiedenen Tarzan-Darstellern spielte. Der Darsteller des ersten Filmtarzans, Elmo Lincoln, hat hier einen Cameo-Auftritt als Fischer.
Regisseur Lee Sholem gab mit diesem Film sein Regie-Debüt, während es für Co-Autor Harry Chandlee die letzte Filmarbeit war. Sein Autorenpartner Curt Siodmak war wie Darsteller Henry Brandon geborener Deutscher. Kameramann Karl Struss hatte 1929 den ersten verliehenen Kamera-Oscar gewonnen, während Toningenieur Franklin Hansen 1934 ausgezeichnet worden war.

## Kritiken
„Handelsüblich gestricktes Abenteuer ohne nennenswerte Einfälle“, urteilte das Lexikon des Internationalen Films. Cinema fand, dass Lex Barker in Tarzan und das blaue Tal „[i]n seinem ersten und besten Auftritt als Lianenschwinger“ zu sehen sei.

## Deutsche Fassung
Eine deutsche Synchronfassung entstand durch die Arena Synchron GmbH, Berlin. Für das Dialogbuch und die Dialogregie war Thomas Kästner zuständig.
| Rolle          | Darsteller    | Synchronsprecher  |
| -------------- | ------------- | ----------------- |
| Tarzan         | Lex Barker    | Gunnar Helm       |
| Jane           | Brenda Joyce  | Anita Lochner     |
| Trask          | Albert Dekker | Frank-Otto Schenk |
| Dodd           | Charles Drake | Martin Schmitz    |
| Gloria James   | Evelyn Ankers | Marina Krogull    |
| Douglas Jessup | Alan Napier   | Thomas Kästner    |
| Pasco          | Ted Hecht     | Eberhard Prüter   |
| Stammesführer  | David Bond    | Jan Spitzer       |
| Vredak         | Henry Kulky   | Karl Sturm        |
| Siko           | Henry Brandon | Detlef Bierstedt  |